# Хищники Атлантиды
«Хищники Атлантиды» (итал. I predatori di Atlantide, другой вариант перевода — Искатели Атлантиды; англ. The Atlantis Interceptors) — итальянский приключенческий фильм с элементами фантастического боевика, снятый режиссёром Руджеро Деодато (под псевдонимом Роджер Франклин) и вышедший в 1983 году. Главные роли сыграли Кристофер Коннелли, Тони Кинг, Джойа Скола и Иван Рассимов.
По мнению сценариста Дардано Саккетти, фильм вышел провальным из-за маленького бюджета и продюсеров, которые взялись за незнакомый им жанр.

## Сюжет
Действие фильма разворачивается в недалёком будущем — 1994 году. На океанической нефтяной платформе «Эхо-1» у берегов Флориды проходят контрольно-восстановительные работы, во время которых на глубине шести тысяч метров обнаруживается древняя глиняная табличка с выгравированными на ней символами, которые никто из экипажа не может прочитать. На том же месте два года назад затонула русская атомная подводная лодка. По просьбе физика-ядерщика Питера Сандерса, работающего на платформе, место вызывают доктора Кэти Эрлс, специалиста по языкам доколумбовых цивилизаций. Кэти осматривает табличку и выдвигает гипотезу о том, что находка может принадлежать к мифической цивилизации Атлантида и если удастся перевести письмена, то табличка станет чем-то вроде Розеттского камня — ключом к расшифровке языка атлантов. В это же время исследователи пытаются поднять со дна подводную лодку, как вдруг платформу накрывает мощнейшее цунами.
Чудом уцелевших Кэти, Сандерса, вертолётчика Билла и ещё двух счастливчиков спасают проплывавшие мимо Майк Росс и его напарник Вашингтон (негр, недавно обратившийся в ислам и взявший имя Мохаммед) — пара наёмников и ветеранов войны во Вьетнаме, которые как раз направлялись на отдых на Багамы после очередного успешного задания. Высадившись на берегу Майами-Бич, они обнаруживают кругом брошенные дома и автомобили. Герои выясняют, что остров оказался захвачен потомками атлантов, которые представляют из себя жестокую варварскую банду на мотоциклах, члены которой одеты в стиле панков-рейдеров «Безумного Макса». Их предводителем является загадочный мужчина в маске, напоминающей хрустальный череп.
Майк и его товарищи вступают в бой с атлантами, но противник превосходит их числом и в вооружении: часть группы гибнет, а Кэти Эрлс похищают и увозят на таинственный остров, появившийся словно из ниоткуда во время большого шторма. Герои отправляются спасать её на вертолёте. Выясняется, что остров на самом деле Атлантида, всплывшая на поверхность благодаря ядерному излучению советской подводной лодки. В ходе постоянных перестрелок с атлантами в живых остаются лишь Майк и Вашингтон. Вдвоём им удаётся спасти Кэти, которую Хрустальный Череп заточил в стеклянную клетку и убить предводителя атлантов. Троим выжившим удается улететь на вертолёте с острова, который вскоре погружается обратно в глубины океана.

## В ролях
- Кристофер Коннелли — Майк Росс
- Тони Кинг — «Уош» Вашингтон, также называющий себя Мохаммед
- Джойа Скола — доктор Кэти Эрлс
- Иван Рассимов — Билл Кук, опытный пилот вертолёта
- Джордж Хилтон — доктор Питер Сандерс, физик-ядерщик
- Брюс Бэрон — Хрустальный Череп, предводитель «Атлантов»
- Микеле Соави — Джеймс, связист на платформе «Эхо-1»
- Майк Монти — Джордж, житель Майами-Бич
- Адриана Джуффре — женщина
- Руджеро Деодато — нефтяник на платформе «Эхо-1» (камео)

## Производство
Режиссёр Руджеро Деодато на тот момент снискал дурную славу режиссёра экстремально жестоких фильмов ужасов, таких как «Ад каннибалов». По словам самого Деодато, после выхода «Дома на краю парка» он решил поэкспериментировать и снять более «лёгкое» кино, однако наследие «Каннибалов» оказалось слишком тяжёлым: продюсеры не хотели выделять ему большие бюджеты. В конце концов, выбор жанра пал на приключенческий боевик, а сам Деодато был вынужден взять американизированный псевдоним Роджер Франклин.
Как вспоминал режиссёр в интервью для DVD-переиздания фильма, вышедшего в 2020 году, благодаря поддержке от Имельды Маркос (на тот момент — жены президента Филиппин), часть съёмок фильма прошла в Маниле.